# Китано, Масадзи
Масадзи Китано (яп. 北野 政次 китано масадзи, 14 июля 1894 года, Токио, Япония — 17 мая 1986 года, там же) — врач, микробиолог, генерал-лейтенант Императорской армии Японии. Он был вторым командиром Отряда 731, секретного центра по исследованию биологического и химического оружия, ответственного за некоторые из наиболее печально известных военных преступлений Японии.
Китано окончил Медицинский факультет Токийского Императорского Университета в 1919, 1920 или 1922 году со степенью доктора медицины. В 1921 году он был зачислен в армию в качестве военного хирурга. Китано продолжил учёбу и с 1923 по 1925 годы занимался исследованиями инфекционных болезней в Токийском университете, в 1925 году он защитил диссертацию на тему "Экспериментальные исследования устойчивости сыворотки крови представителей рода тифозных и паратифозных бактерий". В 1933 году в связи с исследованиями он посещал Европу и США. В 1932  году он был отправлен в Маньчжурию, и в 1936 году был назначен профессором микробиологии в военное медицинское училище в Мукдене. 
В 1942 году он был назначен командиром Отряда 731. На этой должности он сменил Сиро Исии и продолжил ставить многочисленные опыты на людях, в публикациях описывавшиеся как эксперименты над «обезьянами». В апреле 1945 года он был произведён в генерал-лейтенанты и назначен командиром 13-го армейского медицинского корпуса. После капитуляции Японии в августе 1945 года он был помещён в лагерь для военнопленных в Шанхае. Как и все вовлеченные в события, связанные с отрядом 731 или японской биологической войной, он был репатриирован в Японию в январе 1946 года..
Благодаря сотрудничеству с американскими оккупационными властями получил иммунитет от судебного преследования за предполагаемые военные преступления.
Вернувшись в Японию, он работал в японской фармацевтической компании Green Cross, а так же работал в Министерстве образования. В 1959 году он стал руководителем завода Green Cross в Токио и главным директором этой компании. 
Результаты своих исследований по получению сухой плазмы с помощью оборудования для сублимационной сушки он применил для производства и продажи препаратов крови, в период создания компании он производил кровь для переливания армии США во время Корейской войны.
Он также был членом японского Первого антарктического специального комитета, который отправил первую послевоенную японскую экспедицию в Антарктиду, и участвовал в работе Группы по изучению коклюша при Министерстве образования Японии.
Он занимался организацией похорон Сиро Исии в 1959 году.
Скончался 17 мая 1986 года в Токио.